# سیلویا فرولیخ
سیلویا فرولیخ (انگلیسی: Silvia Fröhlich؛ زادهٔ ۲۴ فوریه ۱۹۵۹) قایقران روئینگ اهل آلمان بود.
وی در مسابقات کشوری و بین‌المللی در مجموع برندهٔ ۳ مدال طلا، ۳ مدال نقره شده‌است.